# Гагарин, Александр Павлович
Александр Павлович Гагарин — советский хозяйственный и политический деятель.

## Биография
Родился в 1931 году на территории современной Нижегородской области. Член КПСС.
Окончил Горьковский институт инженеров водного транспорта.
В 1953—1965 гг. — заместитель начальника, начальник механического цеха, начальник ряда цехов и отделов Астраханского морского судостроительного завода.
В 1965—1968 гг. — директор Астраханского судостроительно-судоремонтного завода им. ХХХ годовщины Октябрьской революции.
В 1968—2003 гг. — директор Астраханского судоремонтно-судостроительного завода им. Ленина.
Под руководством Гагарина проведены масштабная реконструкция и технологическое перевооружение завода, благодаря чему объёмы выпускаемой заводом продукции выросли в пять раз в натуральных показателях при значительном расширении номенклатуры выпускаемой продукции: специальные плавучие насосные станции для нефтедобычи в Обском бассейне, большие серии речных буксирных судов и среднетоннажных мелкосидящих танкеров.
В 2003—2007 гг. — руководитель дирекции стратегического развития группы компаний «Волготанкер».
Делегат XXV съезда КПСС.
Заслуженный работник транспорта Российской Федерации (30.12.1995).
Почетный гражданин города Астрахани (1995).
Умер в 2007 году в Астрахани.

## Награды
- Орден Октябрьской Революции
- Орден Трудового Красного Знамени
- Орден Знак Почёта